# Tor Łódź
Tor Łódź – tor wyścigowy zlokalizowany pod Strykowem, w okolicach Łodzi. Jest pierwszym Ośrodkiem Doskonalenia Techniki Jazdy (ODTJ) w województwie łódzkim. Wpisany do rejestru ODTJ przez Wojewodę Łódzkiego w 2017 pod nr 002E.

## Charakterystyka
Obiekt położony jest na ogrodzonym obszarze wielkości 6 ha, na którym mieści się również budynek z salą konferencyjną oraz kawiarnią. Sam tor asfaltowy ma długość 1500 m o szerokości 8-12m i składa się z 17 zakrętów, w tym sekcji zraszanych zakrętów i dwóch płyt poślizgowych: prostokątnej i wycinku pierścienia.
W ODTJ Tor Łódź prowadzone są szkolenia doskonalenia techniki jazdy dla kierowców samochodów osobowych z kat. B, B1 oraz dla motocyklistów.
Tor Łódź prowadzi również treningi (track-day) dla każdego, podczas których można ćwiczyć swoje umiejętności jazdy samochodem. Organizuje również cykl imprez, SUPER OES TORU ŁÓDŹ, polegający na sprawdzeniu swoich umiejętności w formie rally sprintu.